# Podocarpus elatus
Espèce
Classification phylogénétique
Statut de conservation UICN

 LC  : Préoccupation mineure
Podocarpus elatus est une espèce de conifères endémique des côtes est de l'Australie, de l'est de la Nouvelle-Galles du Sud et du Queensland.
C'est un arbre atteignant 30 à 35 mètres de haut pour un diamètre à la base de 1,5 mètre. L'écorce, d'un brun foncé, est souvent fissurée. Les feuilles sont lancéolées et mesurent 5 à 25 centimètres de long sur 6 à 18 millimètres de large. Les cônes sont violet foncé avec une base charnue de 2 à 2,5 centimètres de diamètre portant une seule graine sphérique ou ovoïde de un centimètre de diamètre. La partie charnue est comestible et utilisée comme condiment.
Il peut être cultivé comme bonsai.